# Березань (река)
Береза́нь (Береза́нка; укр. Береза́нь) — река, впадающая в Березанский лиман Чёрного моря. Длина реки — 49 км, площадь водосборного бассейна — 890 км². Уклон 1,5 м/км. Долина реки трапециевидная, шириной 2 км. Русло извилистое, в верховьях шириной 5 м, глубиной 1,2—1,5 м. Летом частично пересыхает. Используется для орошения.
Протекает по территории Веселиновского, Николаевского, Очаковского и Березанского районов Николаевской области.
У села Яблоня в бассейне реки Березань в 1974 году было исследовано погребение 11 кургана 11, которое относится к памятникам типа Сивашовки 2-й половины VII века — начала VIII века.

## Название
По мнению В. А. Никонова, название возможно происходит от авест. berezant, скифского bresant, что значит «высокий».